# El juego del calamar
El juego del calamar (en hangul, 오징어 게임; romanización revisada, Ojingeo Geim), también conocida en inglés como Squid Game, es una serie de televisión de Corea del Sur distópica de suspenso, supervivencia y horror creada, escrita y dirigida por Hwang Dong-hyuk para Netflix. Lee Jung-jae, quien interpreta al protagonista de la serie Seong Gi-hun, lidera un elenco coral. 
La serie gira en torno a un concurso secreto en el que 456 jugadores, todos ellos con graves dificultades económicas, arriesgan sus vidas para jugar una serie de juegos infantiles mortales para tener la oportunidad de ganar un premio de ₩45 600 millones de wones (moneda coreana). El título de la serie se inspira en un juego infantil coreano con un nombre similar. Hwang concibió la idea basándose en sus propias luchas económicas, así como en la disparidad de clases en Corea del Sur y el capitalismo.Aunque escribió la historia en el 2009, Hwang no pudo encontrar una productora que financiara la idea hasta que Netflix se interesó alrededor de 2019 como parte de un impulso para expandir su oferta de programación extranjera.
La primera temporada de El juego del calamar se estrenó en todo el mundo el 17 de septiembre de 2021, con gran éxito de crítica y atención internacional. Se convirtió en la serie más vista de Netflix y el programa más visto en 94 países, atrayendo a más de 142 millones de hogares miembros y 1.65 mil millones de horas de visualización en sus primeras cuatro semanas, superando a Bridgerton como el programa más visto del servicio. Ha recibido numerosos galardones, incluido el Globo de Oro al Mejor Actor de Reparto - Serie, Miniserie o Película para Televisión por O Yeong-su, y el Premio del Sindicato de Actores de Cine a la Actuación Destacada de un Actor Masculino en una Serie Dramática y el Premio del Sindicato de Actores de Cine a la Actuación Destacada de una Actriz en una Serie Dramática para Lee Jung-jae y HoYeon Jung, respectivamente; los tres también fueron los primeros actores coreanos en ganar en esas categorías. La primera temporada recibió 14 nominaciones al Premio Primetime Emmy, incluida la de Mejor Serie Dramática, lo que la convirtió en la primera obra en un idioma que no sea el inglés en ser nominada en esta categoría; Lee ganó el premio al Mejor Actor Principal en una Serie Dramática, la primera vez que un actor asiático ganó este premio por un papel en un idioma que no sea el inglés.
La segunda temporada se estrenó el 26 de diciembre de 2024. Y la tercera y última temporada se estrenó el 27 de junio del 2025.
Algunos elementos de la narrativa de la serie podrían estar inspirados en el campo de concentración surcoreano conocido como Brothers Home y aunque su creador, Hwang Dong-hyuk, no ha llegado a confirmar en qué hechos concretos se basó para escribirla, esta teoría se ha difundido en redes sociales.

## Sinopsis

### Temporada 1
En Corea del Sur, Seong Gi-hun, un padre divorciado y ludópata que vive con su anciana madre, es invitado a jugar una serie de juegos infantiles para tener la oportunidad de ganar un gran premio en efectivo. Al aceptar la oferta, lo llevan a un lugar desconocido donde se encuentra entre otros 455 jugadores que tienen serios problemas financieros. Los jugadores deben usar chándales verdes y están bajo vigilancia en todo momento por guardias enmascarados con monos rosas, y los juegos son supervisados por El Líder, que usa una máscara negra y un uniforme negro. Los jugadores pronto descubren que perder un juego resulta en su muerte, y cada muerte contribuye con ₩100 millones al potencial gran premio de ₩45 600 millones. Gi-hun se alía con otros jugadores, incluido su amigo de la infancia Cho Sang-woo, la desertora norcoreana Kang Sae-byeok y el inmigrante paquistaní Ali Abdul, para intentar sobrevivir a los giros físicos y psicológicos de los juegos, mientras que el detective Hwang Jun-ho se infiltra en los juegos como uno de los guardias para encontrar a su hermano desaparecido.

### Temporada 2
Gi-hun, quien juró venganza un año después de ganar El juego del calamar, regresa después de tres años y se une al juego nuevamente para vengarse del Líder y terminar el juego para siempre. A él se le unirá el oficial de policía Jun-ho, el hermano del Líder, quien lo ayudará a detener el juego. En el juego, una vez más se unirá a nuevos jugadores, incluido su amigo Jung-bae, para tratar de asegurarse de que la mayor cantidad posible de jugadores puedan sobrevivir. El Líder, ahora en control total del juego luego de la muerte de Oh Il-nam, intentará hacerle ver a Gi-hun que no hay posibilidad de que acabe con los juegos debido a la verdadera naturaleza de las personas.

### Temporada 3
Seong Gi-hun y los jugadores luchan por sobrevivir mientras cada partida se vuelve más cruel y despiadada. Los VIP, invitados a un oscuro espectáculo, son recibidos por In-ho, mientras su hermano Jun-ho busca incansable la isla, sin saber que un traidor acecha entre ellos.

## Reparto

### Principal
Los números entre paréntesis indican el número de jugador asignado al personaje en el universo de El juego del calamar.
- Lee Jung-jae como Seong Gi-hun (성기훈, /sʌŋ gi hun/ (escucharⓘ), 456),[14] un chofer divorciado y adicto al juego. Vive con su madre y lucha por mantener económicamente a su hija. Participa en el juego para saldar sus numerosas deudas y demostrar que es lo suficientemente estable económicamente como para tener la custodia de su hija, que se marchará a los Estados Unidos con su madre y su padrastro. Después de ganar los juegos, se propone acabar con los juegos y con El Líder. (temporadas 1-3)
- Park Hae-soo como Cho Sang-woo (조상우, pronunciación en coreano: /tɕo saŋ u/, 218[nota 3]),[14] el exjefe de un equipo de inversiones en una empresa de valores. Fue compañero de clase de Gi-hun y estudió en la Universidad Nacional de Seúl. Se une al juego para escapar de la policía, que lo busca por robar dinero a sus clientes y acumular deudas masivas por malas inversiones. (temporada 1)
- Wi Ha-joon como Hwang Jun-ho (황준호, pronunciación en coreano: /hwaːŋ tɕun ho/),[15] un oficial de policía que se cuela en el juego disfrazado de guardia para encontrar a su hermano desaparecido y descubre que su hermano es El Líder, el organizador de los Juegos. (temporadas 1 y 2)
- Jung Ho-yeon como Kang Sae-byeok (강새벽, pronunciación en coreano: /gaŋ sɛ bjʌk/, 067),[16] una desertora norcoreana de la provincia de Hamgyŏng del Norte, Corea del Norte. Ella entra al juego para pagar a un corredor que pueda rescatar a sus padres al otro lado de la frontera y para comprar una casa para su familia reunida. (temporada 1)
- Oh Young-soo como Oh Il-nam (오일남, pronunciación en coreano: /o il nam/, 001),[17] un anciano con un tumor cerebral que prefiere jugar el juego en lugar de esperar a morir en el mundo exterior y que luego se revela como el creador del juego. (temporada 1)
- Huh Sung-tae como Jang Deok-su (장덕수, pronunciación en coreano: /dzaŋ dʌk su/, 101),[18]  un gánster que entra al juego para saldar sus enormes deudas de juego, incluido el dinero que le robó a su jefe y subordinados. (temporada 1)
- Anupam Tripathi como Ali Abdul (알리 압둘, 199),[17] un trabajador migrante de Pakistán que entra al juego para mantener a su joven familia después de que su empleador le retiene el salario durante meses. (temporada 1)
- Kim Joo-ryung como Han Mi-nyeo (한미녀, pronunciación en coreano: /han mi njʌ/, 212),[19] una mujer ruidosa y manipuladora. Sus razones para entrar en el juego son inexplicables. (temporada 1)
- Lee Byung-hun como Hwang In-ho, el Líder (황인호, pronunciación en coreano: /hwaŋdʑinho/), el supervisor del juego y anterior ganador de estos en la edición de 2015, que tras su participación no cree que exista gente verdaderamente buena.[20] (temporadas 2-3; invitado: temporada 1)
- Im Si-wan como Lee Myung-gi (333),[21][13] un ex YouTuber que perdió dinero como resultado de una estafa de criptomonedas que realizó y es el exnovio de Kim Jun-hee. (temporada 2-3)
- Kang Ha-neul como Kang Dae-ho (388),[21][13] un ex marine. (temporada 2-3)
- Lee Jin-wook como Park Gyeong-seok (246),[22][13] un hombre que se une al juego para conseguir dinero para tratar el cáncer de sangre de su hija. (temporada 2-3)
- Park Sung-hoon como Cho Hyun-ju (120),[21][13] una ex soldado de las fuerzas especiales y mujer transgénero que no tiene dinero para su cirugía de afirmación de género. (temporada 2-3)
- Yang Dong-geun como Park Yong-sik (007),[21][13] un ludópata arrepentido y el hijo de Geum-ja (temporada 2-3)
- Jo Yu-ri como Kim Jun-hee (222),[22][13] la exnovia de Myung-gi que perdió su dinero comprando criptomonedas de Myung-gi y está buscando una manera de ganarse la vida (temporada 2-3)
- Kang Ae-shim como Jang Geum-ja (149),[22][13]  la madre de Yong-sik que entra al juego para pagar las deudas de su hijo (temporada 2-3)
- Lee Seo-hwan como Park Jung-bae (390),[13] un muy buen amigo de Gi-hun que dirige un bar y luego participa en El juego del calamar. (temporada 2: principal; temporada 1 y 3: invitado)

### Recurrente
- Yoo Sung-joo como Byung-ki (병기, 111),[23] un médico que trabaja en secreto con un grupo de guardias corruptos para traficar con los órganos de los participantes muertos a cambio de información sobre los próximos juegos.
- Lee Yoo-mi como Ji-yeong (지영, 240),[24] una joven que acaba de salir de prisión después de matar a su padrastro abusivo.
- Kim Seo-hyun como Ki Do-nam (기도남, 244), un pastor que redescubre su fe durante el juego
- Lee Sang-hee como Do Jung-soo (도정수, 017),[25] un ex fabricante de vidrio
- Kim Yoon-tae como Jugador 069, un jugador que se une al juego con su esposa, la Jugadora 070
- Lee Ji-ha como Jugadora 070[26] una jugadora que se une al juego con su marido, el jugador 069.
- Kwak Ja-hyung como Jugador 278, un jugador que se une al grupo de Deok-su y actúa como su secuaz.
- Christian Lagahit como Jugador 276[27][28] un jugador que se une al grupo de Seong Gi-hun en la ronda de Tira y afloja
- Kim Young-ok como Oh Mal-soon, la madre de Gi-hun[29]
- Cho Ah-in como Sung Ga-young, la hija de Gi-hun.
- Kang Mal-geum como Kang Eun-ji, la exesposa de Gi-hun y madre de Ga-young[29]
- Park Hye-jin como la madre de Sang-woo
- Park Si-wan como Kang Cheol, el hermano menor de Sae-byeok
- Lee Joo-sil como la madre de Hwang Jun-ho.

### Invitados
- Gong Yoo como un vendedor que recluta participantes para el Juego[30]
- Lee Jung-jun como Guardia[31]
- John D Michaels como VIP #1[32]
- Daniel C Kennedy como VIP #2[32]
- David Lee como VIP #3[33]
- Geoffrey Giuliano como VIP #4[32]
- Stephane Mot como VIP #5[33]
- Michael Davis como VIP #6[33]

### Temporada 2
- Park Kyoo-young como Kang No-eul,[22][13] una ex soldado y desertora norcoreana que busca a su hijo recién nacido que se quedó en el Norte.
- Chae Guk-hui como Sun-nyeo (044),[34][13] una chamán coreana que alguna vez fue poderosa y que ya pasó su mejor momento.
- Lee David como Park Min-soo (125),[22][13] un hombre tímido y cobarde que se une a un grupo de jóvenes jugadores en el juego liderado por "Thanos"
- Choi Seung-hyun, conocido por su nombre artístico T.O.P, y exmiembro del grupo surcoreano "Big Bang" como primer actor intérprete: "Thanos" (230),[22][13] un ex rapero que perdió su dinero en la estafa de criptomonedas de Myung-ki al que guarda rencor y forma un grupo con jóvenes jugadores del juego
- Roh Jae Won como Nam-gyu (124),[22][13] un extrabajador de un club nocturno que conoció a "Thanos" mientras trabajaba en el club.
- Won Ji-an como Se-mi (380),[22][13] una mujer que se hace amiga de Min-soo y prefiere morir en el juego que regresar a casa.
- Kim Si-eun como Kim Young-mi (095).[35][36][37][13]
- Jeon Seok-ho[38]
- Oh Dal-su[39][40]

## Episodios
| Temporada | Temporada | Episodios | Episodios | Lanzamiento original     | Lanzamiento original     |
| Temporada | Temporada | Episodios | Episodios | Primera emisión          | Última emisión           |
| --------- | --------- | --------- | --------- | ------------------------ | ------------------------ |
|           | 1         | 9         | 9         | 17 de septiembre de 2021 | 17 de septiembre de 2021 |
|           | 2         | 7         | 7         | 26 de diciembre de 2024  | 26 de diciembre de 2024  |
|           | 3         | 6         | 6         | 27 de junio de 2025      | 27 de junio de 2025      |

### Temporada 1 (2021)
| Historia | Episodio | Título                    | Dirigido por    | Escrito por     | Fecha de emisión original | Código de prod. | Audiencia (millones) | IA   |
| -------- | -------- | ------------------------- | --------------- | --------------- | ------------------------- | --------------- | -------------------- | ---- |
| 1        | 1        | «Luz roja, luz verde»     | Hwang Dong-hyuk | Hwang Dong-hyuk | 17 de septiembre de 2021  | 1.1             | 111 millones         | 9.0  |
| 2        | 2        | «Infierno»                | Hwang Dong-hyuk | Hwang Dong-hyuk | 17 de septiembre de 2021  | 1.2             | 105 millones         | 8.6  |
| 3        | 3        | «El hombre del paraguas»  | Hwang Dong-hyuk | Hwang Dong-hyuk | 17 de septiembre de 2021  | 1.3             | 98 millones          | 8.2  |
| 4        | 4        | «El equipo es lo primero» | Hwang Dong-hyuk | Hwang Dong-hyuk | 17 de septiembre de 2021  | 1.4             | 102 millones         | 9.1  |
| 5        | 5        | «Un mundo justo»          | Hwang Dong-hyuk | Hwang Dong-hyuk | 17 de septiembre de 2021  | 1.5             | 93 millones          | 8.8  |
| 6        | 6        | «Gganbu»                  | Hwang Dong-hyuk | Hwang Dong-hyuk | 17 de septiembre de 2021  | 1.6             | 115 millones         | 10.0 |
| 7        | 7        | «Personas importantes»    | Hwang Dong-hyuk | Hwang Dong-hyuk | 17 de septiembre de 2021  | 1.7             | 109 millones         | 8.5  |
| 8        | 8        | «El líder»                | Hwang Dong-hyuk | Hwang Dong-hyuk | 17 de septiembre de 2021  | 1.8             | 104 millones         | 8.7  |
| 9        | 9        | «Un día con suerte»       | Hwang Dong-hyuk | Hwang Dong-hyuk | 17 de septiembre de 2021  | 1.9             | 110 millones         | 9.3  |

### Temporada 2 (2024)
| N.º en serie | N.º en temp. | Título                                                                                   | Dirigido por    | Escrito por     | Fecha de lanzamiento original |
| ------------ | ------------ | ---------------------------------------------------------------------------------------- | --------------- | --------------- | ----------------------------- |
| 10           | 1            | «Pan y lotería» Transcripción: «Ppang-gwa Boggwon» (en coreano: 빵과 복권)               | Hwang Dong-hyuk | Hwang Dong-hyuk | 26 de diciembre de 2024       |
| 11           | 2            | «Fiesta de Halloween» Transcripción: «Hallowin Pati» (en coreano: 할로윈 파티)           | Hwang Dong-hyuk | Hwang Dong-hyuk | 26 de diciembre de 2024       |
| 12           | 3            | «001»                                                                                    | Hwang Dong-hyuk | Hwang Dong-hyuk | 26 de diciembre de 2024       |
| 13           | 4            | «Seis piernas» Transcripción: «Yeoseos Gaeui Dali» (en coreano: 여섯 개의 다리)          | Hwang Dong-hyuk | Hwang Dong-hyuk | 26 de diciembre de 2024       |
| 14           | 5            | «Otro juego» Transcripción: «Han Geim Deo» (en coreano: 한 게임 더)                      | Hwang Dong-hyuk | Hwang Dong-hyuk | 26 de diciembre de 2024       |
| 15           | 6            | «O X»                                                                                    | Hwang Dong-hyuk | Hwang Dong-hyuk | 26 de diciembre de 2024       |
| 16           | 7            | «Amigos o enemigos» Transcripción: «Chingu-inga Jeog-inga» (en coreano: 친구인가 적인가) | Hwang Dong-hyuk | Hwang Dong-hyuk | 26 de diciembre de 2024       |

### Temporada 3 (2025)
| N.º en serie | N.º en temp. | Título                                                                                                | Dirigido por    | Escrito por     | Fecha de lanzamiento original |
| ------------ | ------------ | --- | --------------- | --------------- | ----------------------------- |
| 17           | 1            | «Llaves y puñales» Transcripción: «Yeolsoewa Kal» (en coreano: 열쇠와 칼)                             | Hwang Dong-hyuk | Hwang Dong-hyuk | 27 de junio de 2025           |
| 18           | 2            | «Noche estrellada» Transcripción: «Byeol-i Bichnaneun Bam» (en coreano: 별이 빛나는 별이)             | Hwang Dong-hyuk | Hwang Dong-hyuk | 27 de junio de 2025           |
| 19           | 3            | «No es culpa tuya» Transcripción: «Dangsin-ui Jalmos-i Anibnida» (en coreano: 당신의 잘못이 아닙니다) | Hwang Dong-hyuk | Hwang Dong-hyuk | 27 de junio de 2025           |
| 20           | 4            | «222»                                                                                                 | Hwang Dong-hyuk | Hwang Dong-hyuk | 27 de junio de 2025           |
| 21           | 5            | «○△□»                                                                                                 | Hwang Dong-hyuk | Hwang Dong-hyuk | 27 de junio de 2025           |
| 22           | 6            | «Humanos» Transcripción: «Saram-eun...» (en coreano: 사람은...)                                       | Hwang Dong-hyuk | Hwang Dong-hyuk | 27 de junio de 2025           |

## Producción

### Desarrollo

#### Temporada 1

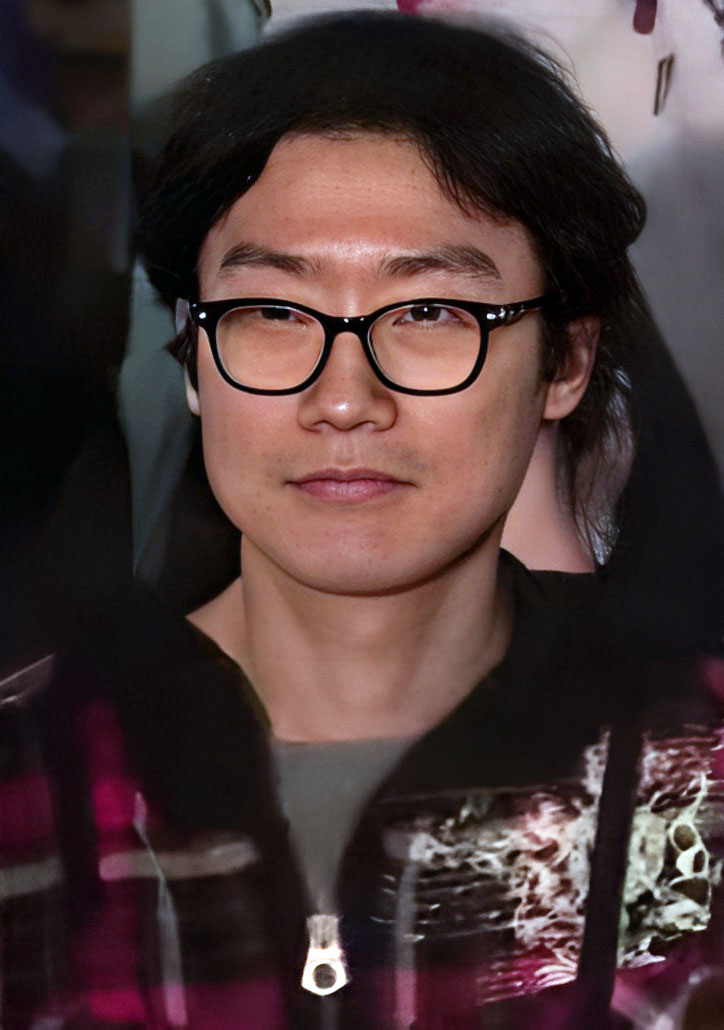
Creador y director de la serie Hwang Dong-hyuk

En 2008, Hwang Dong-hyuk había intentado sin éxito conseguir inversiones para un guion de película diferente que había escrito, y él, su madre y su abuela tuvieron que pedir préstamos para mantenerse a flote, pero aún luchaban en medio de la crisis de deuda dentro del país. Pasó su tiempo libre en un Manhwabang (café de manga de Corea del Sur) leyendo manga de supervivencia japonés como Battle Royale, Liar Game  y Gambling Apocalypse: Kaiji. Hwang comparó la situación de los personajes de estas obras con su propia situación actual y consideró la idea de poder unirse a un juego de supervivencia para ganar dinero y salir de deudas, lo que lo llevó a escribir un guion cinematográfico sobre ese concepto a lo largo de 2009. Hwang afirmó: «Quería escribir una historia que fuera una alegoría o fábula sobre la sociedad capitalista moderna, algo que retratara una competencia extrema, algo así como la competencia extrema de la vida. Pero quería que utilizara el tipo de personajes que todos hemos conocido en la vida real». En ese momento, Hwang temía que la historia fuera «demasiado difícil de entender y extraña». Hwang intentó vender su historia a varios grupos de producción y actores coreanos, pero le dijeron que era demasiado grotesca y poco realista. Hwang dejó de lado este guion sin que nadie lo aceptara y durante los siguientes diez años completó con éxito otras tres películas, incluida la película de drama criminal Silenced (2011) y la película de drama histórico The Fortress (2017).
En la década de 2010, Netflix experimentó un gran crecimiento en audiencia fuera de América del Norte y comenzó a invertir en producciones en otras regiones, incluida Corea. En 2018, Ted Sarandos, codirector ejecutivo de Netflix, declaró que estaban buscando más éxitos de producciones extranjeras: «Lo emocionante para mí sería que el próximo Stranger Things viniera de fuera de Estados Unidos. En este momento, históricamente, nada de esa escala ha venido de otro lugar que no sea Hollywood». Netflix había abierto una división en Asia en 2018, y mientras todavía operaban desde un espacio de oficina alquilado temporalmente en Seúl, Hwang les llamó la atención sobre su guion. Kim Minyoung, uno de los directores de contenido de Netflix para las regiones asiáticas, reconoció el talento de Hwang de The Fortress y sus otras películas, y al ver su guion para El juego del calamar, supo que lo necesitaban para el servicio. Kim dijo: «Estábamos buscando programas que fueran diferentes de lo que tradicionalmente 'triunfa', y El juego del calamar era exactamente eso». En septiembre de 2019, Netflix anunció formalmente que produciría el trabajo de Hwang como una serie original. Bela Bajaria de Netflix, director de operaciones de televisión global, dijo sobre su interés en el trabajo de Hwang que «sabíamos que iba a ser grande en Corea porque tenía un director muy respetado con una visión audaz», y que «los K-Dramas también viajan bien por Asia». Con respecto a su regreso al proyecto, Hwang comentó: «Es una historia triste. Pero la razón por la que regresé al proyecto es porque el mundo dentro de 10 años se ha transformado en un lugar donde estas increíbles historias de supervivencia son tan apropiadas, y descubrí que este es el momento en que la gente llamará a estas historias intrigantes y realistas». Hwang creía además que la pandemia de COVID-19 impactó la disparidad económica entre las clases en Corea del Sur, y dijo que «todos estos puntos hizo que la historia fuera muy realista para la gente en comparación con hace una década».
Con el pedido de Netflix, el concepto de la película se amplió a una serie de nueve episodios. Kim afirmó que había «mucho más de lo que estaba escrito en el formato de 120 minutos. Así que trabajamos juntos para convertirlo en una serie». Hwang dijo que pudo expandir el guion para que «pudiera centrarse en las relaciones entre las personas [y] las historias que cada una de las personas tenía». Inicialmente, Netflix había llamado a la temporada Round Six, en lugar de Squid Game como Hwang había sugerido; según el vicepresidente de contenido de Netflix en Asia, Kim Minyoung, si bien sabían que el nombre Squid Game sería familiar para los espectadores coreanos por el juego infantil, «no resonaría porque no mucha gente lo entendería», y optaron por usar Round Six, ya que autodescribió la naturaleza de la competencia. Se ha titulado así en Brasil. A medida que continuaba la producción, Hwang presionó al servicio para que utilizara El juego del calamar en su lugar; su nombre críptico y sus imágenes únicas ayudaron a atraer a espectadores curiosos, según Kim. En el momento en que Hwang escribió la temporada, su objetivo era que la temporada alcanzara el nivel de programa más visto en Netflix en los Estados Unidos durante al menos un día. Hwang había escrito inicialmente la temporada como ocho episodios, lo que era comparable a otros programas de Netflix, pero descubrió que el material para el último episodio era más largo de lo planeado, por lo que se dividió en dos.

#### Temporada 2
A finales de octubre de 2021, Hwang declaró que estaba en conversaciones con Netflix sobre hacer una segunda temporada. Además declaró en diciembre de 2021 que también estaba discutiendo acerca de una tercera temporada con Netflix. Hwang quería producir otra película primero, así como asegurar un contrato con Netflix para lanzar filmes adicionales que pudiera crear junto con más temporadas de El juego del calamar, para evitar ser conocido solo por la serie. Hwang confirmó que había comenzado el trabajo de conceptualización de una segunda temporada durante un evento de prensa en noviembre de 2021, con planes de traer de regreso a Lee Jung-jae para repetir su papel de Gi-hun. Netflix declaró en respuesta a los comentarios de Hwang que aún no habían dado luz verde oficialmente a una segunda temporada, pero que estaban en conversaciones con Hwang para hacerlo. Durante una conferencia sobre resultados y ganancias en enero de 2022, Sarandos de Netflix dijo cuando se le preguntó sobre una segunda temporada: «Totalmente... el universo de El juego del calamar acaba de comenzar». Hwang dijo en abril de 2022 que actualmente estaba trabajando en Killing Old People Club, una adaptación de una obra llamada «Pape Satan Aleppe: Chronicles of a Liquid Society» de Umberto Eco (—en hangul, 미친 세상을 이해하는 척하는 방법—; «La forma de pretender entender el mundo loco»), y anticipó que la segunda temporada de El juego del calamar se completaría y emitiría en 2024. Netflix confirmó que la segunda temporada tuvo luz verde en junio de 2022 y esta se estrenó el 26 de diciembre de 2024.

### Guion

#### Temporada 1
Hwang describió la obra como «una historia sobre perdedores». Los nombres de los personajes – Seong Gi-hun, Cho Sang-woo, e Il-nam – se basaron en los amigos de la infancia de Hwang, así como en el nombre del personaje Hwang Jun-ho, quien también era amigo de la infancia en la vida real de un hermano mayor llamado Hwang In-ho. Los dos personajes principales, Gi-hun y Sang-woo, se basaron en las propias experiencias personales de Hwang y representaban «dos lados» de él mismo; Gi-hun compartía los mismos aspectos de haber sido criado por una madre soltera económicamente desfavorecida en el distrito Ssangmun de Seúl, mientras que Sang-woo reflexionó sobre Hwang habiendo asistido a la Universidad Nacional de Seúl con altas expectativas de su familia y su vecindario. Además, los antecedentes de Gi-hun se inspiraron en los organizadores de la huelga laboral de SsangYong Motor de 2009 contra los despidos masivos.

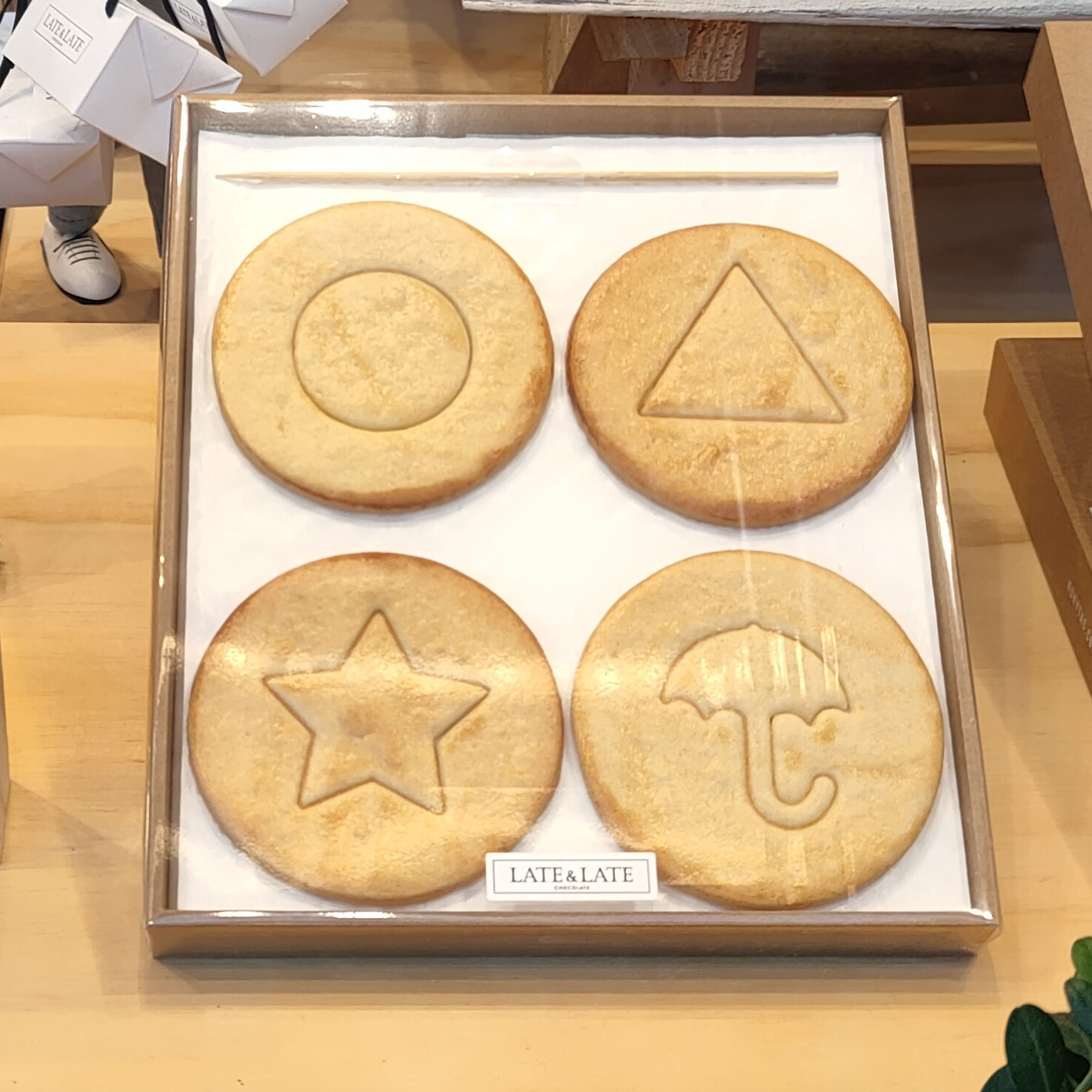
Formas perforadas en dalgona, un dulce de azúcar coreano, basadas en las formas utilizadas en el segundo juego de la temporada. En la temporada, los jugadores tuvieron que extraer las formas internas intactas.

Hwang basó la narrativa en los juegos coreanos de su infancia para mostrar la ironía de un juego infantil donde la competencia no era importante y se convierte en una competencia extrema con la vida de las personas en juego. Además, como su guion inicial estaba destinado al cine, optó por utilizar juegos infantiles con reglas simples que fueran fáciles de explicar en contraste con otras películas de tipo supervivencia que utilizan juegos con reglas complejas. El juego central que seleccionó, el juego del calamar, fue un popular juego infantil coreano de las décadas de 1970 y 1980. Hwang recordó el juego del calamar como «el juego infantil más agresivo físicamente que jugué en los callejones del vecindario cuando era niño, por eso también era el que más me gustaba», y por eso «es el juego más simbólico que refleja la sociedad competitiva actual, así que lo elegí como título de la temporada». Los colores de las ddakjis en el juego inicial, que son azul y rojo, se inspiraron en la leyenda urbana coreana y japonesa «papel azul, papel rojo». El juego «Luz roja, luz verde» fue seleccionado debido a su potencial para hacer que muchos perdieran de una sola vez. Con respecto a la selección, Hwang dijo: «El juego fue seleccionado porque la escena llena de tanta gente moviéndose y deteniéndose al azar podría verse como un baile grupal ridículo pero triste». Hwang bromeó diciendo que el juego de dulces dalgona que eligieron podría influir en las ventas de dalgona, de manera similar a cómo las ventas de los gats (sombreros tradicionales) coreanos florecieron después de la transmisión de la serie de Netflix Kingdom. Lamer el caramelo para liberar la forma era algo que Hwang dijo que había hecho cuando era niño y lo incorporó al guion. Hwang había considerado otros juegos infantiles coreanos como Gonggi, Dong, Dong, Dongdaemun y ¿Por qué viniste a mi casa? (우리 집에 왜 왔니?, una variante coreana de Hana Ichi Monme).
Hwang escribió toda la temporada él mismo, y tardó casi seis meses en escribir los dos primeros episodios solo, después de lo cual recurrió a amigos para obtener sugerencias sobre cómo seguir adelante. Hwang también abordó los desafíos de prepararse para la temporada, que fue agotador física y mentalmente, y dijo que había renunciado a la salud dental mientras hacía la primera temporada y que su dentista tuvo que extraerle seis dientes una vez que se completó la producción. Como tal, Hwang inicialmente no estaba seguro acerca de una secuela después de completar estos episodios, aunque escribió el final para tener en mente un posible gancho para una secuela. Hwang había considerado un final alternativo en el que Gi-hun habría abordado el avión después de concluir su llamada con los organizadores del juego para ver a su hija, pero Hwang dijo sobre ese final: «¿Es esa la forma correcta para que realmente propongamos la pregunta o el mensaje que queríamos transmitir a través de la temporada?»

#### Temporada 2
Debido al estrés que le generó escribir y producir la primera temporada de nueve episodios, Hwang inicialmente no tenía planes inmediatos de escribir una segunda temporada de El juego del calamar. No contaba con planes bien desarrollados para una historia de seguimiento y dijo que si escribiera una, probablemente necesitaría un equipo de escritores y directores para ayudarlo. Con la inmensa popularidad del programa, Hwang luego opinó sobre la posibilidad de una segunda temporada, diciéndole a CNN: «No hay nada confirmado en este momento, pero hay tanta gente entusiasmada que realmente lo estoy contemplando». Hwang declaró en una entrevista con The Times que una segunda temporada podría centrarse más en la historia del Líder y también incorporar más información sobre la policía. Hwang dijo: «Creo que el problema con los agentes de policía no es solo un problema en Corea. Veo en las noticias internacionales que la fuerza policial puede tardar mucho en actuar, hay más víctimas o la situación empeora porque no actúan lo suficientemente rápido. Este era un tema que quería plantear». Agregó que también quería explorar la relación entre el críptico líder y su hermano policía Hwang Jun-ho, así como los antecedentes del personaje del vendedor (interpretado por Gong Yoo).

#### Temporada 3
Hwang originalmente imaginó la segunda y tercera temporada como una sola, pero las dividió porque tenía demasiados episodios para una temporada. Según Hwang, después del final de la segunda temporada, Gi-hun sería un hombre cambiado «en una encrucijada muy crítica». La temporada también revelaría cómo Hwang In-ho se convirtió en el Líder. Cheol-su, el muñeco robot gigante novio de Young-hee, fue presentado en la escena poscréditos de la segunda temporada y apareció en la tercera temporada junto con un nuevo juego.

### Casting

#### Temporada 1
Hwang dijo que eligió a Lee Jung-jae como Gi-hun para «destruir su imagen carismática retratada en sus papeles anteriores». HoYeon Jung recibió una solicitud de su nueva compañía de representación para enviar un video para audicionar para la temporada mientras terminaba una sesión de fotos en México y se preparaba para la Semana de la Moda de Nueva York. Aunque esta era su primera audición como actriz y sus expectativas eran bajas, Hwang dijo: «En el momento en que vi el video de su audición en Nueva York, inmediatamente pensé: 'Esta es la chica que queremos'. Mi primera impresión de ella fue que es salvaje y libre como un caballo indómito». Sobre la elección de Anupam Tripathi como Ali Abdul, Hwang dijo: «Fue difícil encontrar buenos actores extranjeros en Corea». Eligió a Anupam Tripathi por su capacidad para actuar de manera emotiva y su fluidez en coreano. Tanto Gong Yoo como Lee Byung Hun habían trabajado con Hwang durante sus películas anteriores, Silenced y The Fortress respectivamente, y Hwang les había pedido a ambos que aparecieran en pequeños papeles dentro de El juego del calamar. Los VIP fueron seleccionados entre actores no coreanos que viven en Asia; en el caso de Geoffrey Giuliano, que interpretó al VIP que interactuó con Jun-ho, su papel anterior en Train to Busan Presents: Peninsula lo llevó a participar en El juego del calamar.
El casting para la temporada se confirmó el 17 de junio de 2020.

#### Temporada 2
En abril de 2022, Hwang confirmó que los personajes de Gi-hun y el Líder regresarían para la segunda temporada. Hwang dijo que le gustaría traer de regreso a algunos de los personajes muertos, como Ji-young, y expresó su pesar por haber matado a varios personajes queridos ya que no tenía planes para una segunda temporada en ese momento.
Durante el evento global para fans Tudum de Netflix, que se llevó a cabo en junio de 2023, se confirmó que Lee Jung-jae repetiría su papel junto a Lee Byung-hun, Gong Yoo y Wi Ha-joon. El 29 de junio, Netflix publicó más información sobre el elenco de la nueva temporada, que incluye a Kang Ha-neul, Park Sung-hoon, Im Si-wan, Yang Dong-geun, Park Gyu-young, Lee Jin-wook, Won Ji-an, Jo Yu-ri, Kang Ae-shim, Lee David y Roh Jae-won. La controversia surgió cuando se reveló que T.O.P, un exmiembro de la banda BigBang que tuvo una condena relacionada con las drogas durante el servicio militar en 2016, fue elegido para la segunda temporada.

### Vestuario, escenografía y rodaje

#### Temporada 1
La producción y el rodaje de la temporada se prolongaron de junio a octubre de 2020, incluida una pausa obligatoria de un mes debido a la pandemia de COVID-19. Las escenas de la ciudad se rodaron en Daejeon, Mientras que las escenas de la isla se rodaron en Seongapdo, ubicado en Ongjin. 

Las formas de «Ojingo» (Calamar) jugaron un papel importante en el diseño gráfico de la temporada.

Como Netflix estaba apuntando la obra a una audiencia global, se hizo hincapié en las imágenes y se simplificaron algunas de las reglas de los juegos infantiles para evitar posibles problemas con la barrera del idioma. Los decorados y vestuario coloridos fueron diseñados para parecer un mundo de fantasía. Los jugadores y soldados visten cada uno un color distintivo, para reducir la sensación de individualidad y enfatizar la diferencia entre los dos grupos. Los chándales verdes que llevan los jugadores se inspiraron en la ropa deportiva de los años 70, conocida como trainingbok (en coreano: 트레이닝복). Los pasillos y escaleras con forma de laberinto se inspiraron en los dibujos de escaleras en 4 dimensiones de M. C. Escher, incluida Relatividad. El diseñador de producción Chae Kyoung-sun dijo que estas escaleras aparentemente infinitas representaban «una forma de esclavitud para los concursantes». La compleja red de túneles entre la arena, el dormitorio y la oficina administrativa se inspiró en las colonias de hormigas.
Chae también se inspiró en la iniciativa política Saemaul Undong de la década de 1970 destinada a modernizar las aldeas rurales coreanas. El tema de los colores verde menta y rosa a lo largo de la temporada fue un tema común en las escuelas coreanas en los años 1970 y 1980. Los personajes de traje verde desarrollan asociaciones de miedo con el rosa a través de su uso en los trajes de guardia y la sala de la escalera.
El dormitorio de los jugadores fue concebido con el concepto de «personas que son abandonadas en la carretera» según Chae; esto también se utilizó en el juego de tira y afloja. La habitación fue diseñada con azulejos blancos y la abertura curva como un túnel vehicular. La cama y las escaleras inicialmente se colocaron para que parecieran estantes de almacén, pero a medida que avanzaban los episodios y estos muebles se usaban como defensas improvisadas, tomaron la apariencia de escaleras rotas, lo que implica la forma en que estos jugadores estaban atrapados sin salida, según Chae. La escena de la cena que tuvo lugar en el octavo episodio se inspiró en la instalación de arte The Dinner Party de Judy Chicago. Las paredes de muchas de las áreas donde se llevaron a cabo los juegos fueron pintadas con cielos inspirados en la serie El imperio de la luz de René Magritte.
El equipo pasó la mayor parte del tiempo elaborando el escenario para el juego de canicas, creando una mezcla de realismo y falsedad para reflejar la naturaleza de vida o muerte de los juegos en sí. Chae afirmó que este escenario fue diseñado como una combinación de pequeños escenarios teatrales, cada escenario representando partes de los recuerdos del Jugador 001. La sala VIP fue una de las últimas piezas en diseñarse, y Chae dijo que decidieron usar un tema basado en animales tanto para los disfraces como para la sala; «Los VIP son el tipo de personas que se llevan la vida de otras personas para entretenerse y las tratan como piezas de un tablero de ajedrez, así que quería crear un aspecto poderoso e instintivo para la sala».
La mayoría de los decorados eran una combinación de decorados prácticos y fondos con efecto croma. Por ejemplo, en las escenas de Glass Stepping Stones, el decorado, diseñado como si fuera una carpa de circo para los actores que actuaban para los VIP, estaba a solo 1,5 metros (4,9 pies) del suelo, y se utilizaron pantallas con efecto croma para simular la altura en la posproducción. En el rodaje, estaba lo suficientemente lejos del suelo como para poner nerviosos a los actores, lo que contribuyó a la escena. El escenario del tira y afloja estaba situado a más de diez metros del suelo, lo que generó más ansiedad en algunos de los actores que tenían miedo a las alturas.
La muñeca robot del primer episodio, «Luz roja, luz verde», se inspiró en Younghee, un personaje que apareció en las portadas de los libros de texto coreanos «Chul-soo y Young-hee» en los años 1970 y 1980, y su peinado se inspiró en el de la hija de Hwang. La muñeca canta, en coreano, «La flor Mugunghwa ha florecido», refiriéndose al hibiscus syriacus, la flor nacional de Corea del Sur. El uso de este personaje familiar tenía como objetivo yuxtaponer recuerdos de la infancia y el miedo inquietante en los jugadores, según Chae. De manera similar, el escenario para el juego dalgona, que usaba piezas gigantes de equipo de juegos, debía evocar los recuerdos de la infancia de los jugadores, y era un lugar común donde los niños coreanos habrían jugado dalgona con amigos. Los dalgona utilizados en «El hombre con el paraguas» fueron hechos por un vendedor ambulante de Daehangno.
A lo largo de la temporada, el trío de formas de círculo, triángulo y cuadrado aparece con frecuencia en las tarjetas que se entregan a los jugadores que reclutan, en las máscaras de los guardias y dentro del título de la temporada. Estas son formas asociadas con el campo de juego del juego infantil de Calamar (Ojing-eo). También se utilizan para representar la jerarquía de los guardias dentro del complejo. Siguiendo la comparación con una colonia de hormigas, los guardias con círculos se consideran los trabajadores, los triángulos los soldados y los cuadrados los gerentes (ver también: honores coreanos). Además, en el alfabeto coreano, Hangul, el círculo representa la letra romanizada «O», el triángulo representa parte de la letra «J» y el cuadrado representa la letra «M»; juntos, «OJM» son las iniciales romanizadas de Ojing-eo Geim, la traducción coreana de El juego del calamar.

#### Temporada 2
La fotografía principal de la segunda temporada estaba prevista para comenzar en julio de 2023 y se esperaba que durara «al menos 10 meses». El 10 de julio, miembros del personal de producción se enfrentaron a una controversia relacionada con acusaciones de maltrato a ciudadanos durante el rodaje en el aeropuerto de Incheon. La productora emitió una disculpa oficial al respecto. Según informes, las grabaciones comenzaron en agosto de 2023. El rodaje tuvo lugar simultáneamente con la tercera temporada y finalizó en junio de 2024.

### Música

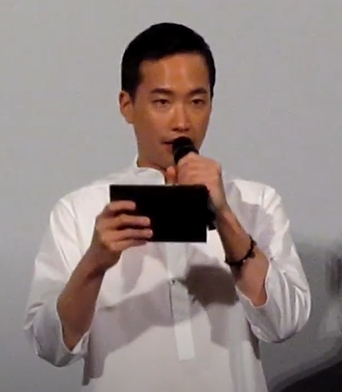
Jung Jae-il compuso la banda sonora de la temporada.

Jung Jae-il, quien anteriormente compuso la banda sonora de Parásitos, compuso y dirigió la banda sonora de El juego del calamar. Para evitar que resultara aburrido, pidió la ayuda de los compositores Park Min-ju y Kim Sung-soo, un director musical de musicales que utiliza el nombre artístico «23» como compositor.
Dos piezas de música clásica también se utilizan a lo largo de la temporada como parte de la rutina de los jugadores: el tercer movimiento del «Concierto para trompeta» de Joseph Haydn se utiliza para despertar a los jugadores, y «El Danubio Azul» de Johann Strauss II se utiliza para indicar el comienzo de un nuevo juego. La «Quinta Sinfonía» de Ludwig van Beethoven también se escucha en la sala VIP. Una versión de «Fly Me to the Moon», arreglada por Jung y cantada por el artista coreano Joo Won Shin, fue utilizada sobre «el juego luz roja, luz verde» del primer episodio; según Joo, Hwang quería un contraste entre el brutal asesinato de los jugadores y la «letra y melodía románticas y hermosas» de la canción, de modo que la escena «encarne la sociedad capitalista cada vez más polarizada en la que vivimos hoy de una manera muy comprimida y cínica».
Para la canción «Way Back Then» que acompaña a los niños jugando a «El juego del calamar», Jung quería utilizar instrumentos que practicaba en la escuela primaria, como flautas dulces y castañuelas. El ritmo de la canción se basa en un ritmo de aplausos 3-3-7 que se usa comúnmente en Corea del Sur para animar a alguien. La flauta dulce, tocada por el propio Jung, tenía un ligero «pitido», que no era intencional. La canción «Round VI» fue interpretada por la Budapest Scoring Orchestra.
La banda sonora se lanzó el 17 de septiembre de 2021.
Jung regresó para componer la banda sonora de la segunda temporada, y el álbum de esta misma se lanzó el 27 de diciembre de 2024 a través de Netflix Music. Jung confirmó su participación en 2023 y declaró ante la BBC que la segunda temporada conservaría algunos elementos de la banda sonora de la primera temporada, pero tendría un «sonido más extraño y único». La segunda temporada también incluye el aria «Nessun dorma» de Turandot de Giacomo Puccini y «Time to Say Goodbye» de Sarah Brightman y Andrea Bocelli.
| Banda sonora de la primera temporada |                                  |             |          |  |
| N.º                                  | Título                           | Artist      | Duración |  |
| 1.                                   | «Way Back Then»                  | Jung Jae-il | 2:31     |  |
| 2.                                   | «Round I»                        | Jung Jae-il | 1:19     |  |
| 3.                                   | «The Rope Is Tied»               | Jung Jae-il | 3:18     |  |
| 4.                                   | «Pink Soldiers»                  | 23          | 0:38     |  |
| 5.                                   | «Hostage Crisis»                 | 23          | 2:22     |  |
| 6.                                   | «I Remember My Name»             | Jung Jae-il | 3:13     |  |
| 7.                                   | «Unfolded...»                    | Jung Jae-il | 2:38     |  |
| 8.                                   | «Needles and Dalgona»            | Park Min-ju | 3:44     |  |
| 9.                                   | «The Fat and the Rats»           | Park Min-ju | 1:52     |  |
| 10.                                  | «It Hurts So Bad»                | Jung Jae-il | 1:13     |  |
| 11.                                  | «Delivery»                       | 23          | 4:55     |  |
| 12.                                  | «Dead End»                       | 23          | 5:25     |  |
| 13.                                  | «Round VI»                       | Jung Jae-il | 5:54     |  |
| 14.                                  | «Wife, Husband and 4.56 Billion» | Jung Jae-il | 4:26     |  |
| 15.                                  | «Murder Without Violence»        | Park Min-ju | 1:53     |  |
| 16.                                  | «Slaughterhouse III»             | Jung Jae-il | 8:16     |  |
| 17.                                  | «Owe»                            | Jung Jae-il | 2:26     |  |
| 18.                                  | «Uh...»                          | Jung Jae-il | 3:38     |  |
| 19.                                  | «Dawn»                           | Jung Jae-il | 6:41     |  |
| 20.                                  | «Let's Go Out Tonight»           | Jung Jae-il | 3:27     |  |

Todas las canciones escritas y compuestas por Jung Jae-il. 
| Banda sonora de la segunda temporada |                                |          |  |
| N.º                                  | Título                         | Duración |  |
| 1.                                   | «Way Forward»                  | 4:04     |  |
| 2.                                   | «O X I»                        | 3:09     |  |
| 3.                                   | «You're Nothing but a Puppet»  | 2:25     |  |
| 4.                                   | «Pink Soldiers Redux»          | 2:58     |  |
| 5.                                   | «Vote I»                       | 2:49     |  |
| 6.                                   | «Let's Go Out!»                | 2:21     |  |
| 7.                                   | «Round the Circle I»           | 3:35     |  |
| 8.                                   | «Let Me Be a Part of the Game» | 3:58     |  |
| 9.                                   | «Jung-bae Ya!»                 | 4:52     |  |
| 10.                                  | «Round II»                     | 2:06     |  |
| 11.                                  | «No Way Back»                  | 2:17     |  |
| 12.                                  | «O X II»                       | 3:30     |  |
| 13.                                  | «Hyun-ju»                      | 2:14     |  |
| 14.                                  | «War»                          | 2:41     |  |
| 15.                                  | «A Five People Game»           | 4:30     |  |
| 16.                                  | «I Believe Your Courage»       | 1:14     |  |
| 17.                                  | «The Team HJ»                  | 2:25     |  |
| 18.                                  | «Gong-gi with Bullets»         | 2:20     |  |
| 19.                                  | «We're Together»               | 2:30     |  |
| 20.                                  | «Funeral»                      | 3:25     |  |
| 21.                                  | «A Toilet Fight I»             | 3:10     |  |
| 22.                                  | «Ddakji Man»                   | 2:41     |  |
| 23.                                  | «Round the Circle V»           | 4:16     |  |
| 24.                                  | «Molar I»                      | 0:41     |  |
| 25.                                  | «A White Limousine II»         | 1:33     |  |
| 26.                                  | «Player vs Pink Guards»        | 3:51     |  |
| 27.                                  | «Player vs Pink Guards III»    | 4:33     |  |
| 28.                                  | «Counter Strike»               | 1:37     |  |
| 29.                                  | «Don't Die in Vain»            | 4:01     |  |

## Estreno
La primera temporada de El juego del calamar se estrenó el 17 de septiembre de 2021.
En julio de 2024, se anunció que la segunda temporada de la serie se estrenó el 26 de diciembre de 2024.
La tercera y última temporada se estrenó el 27 de junio de 2025.

## Marketing

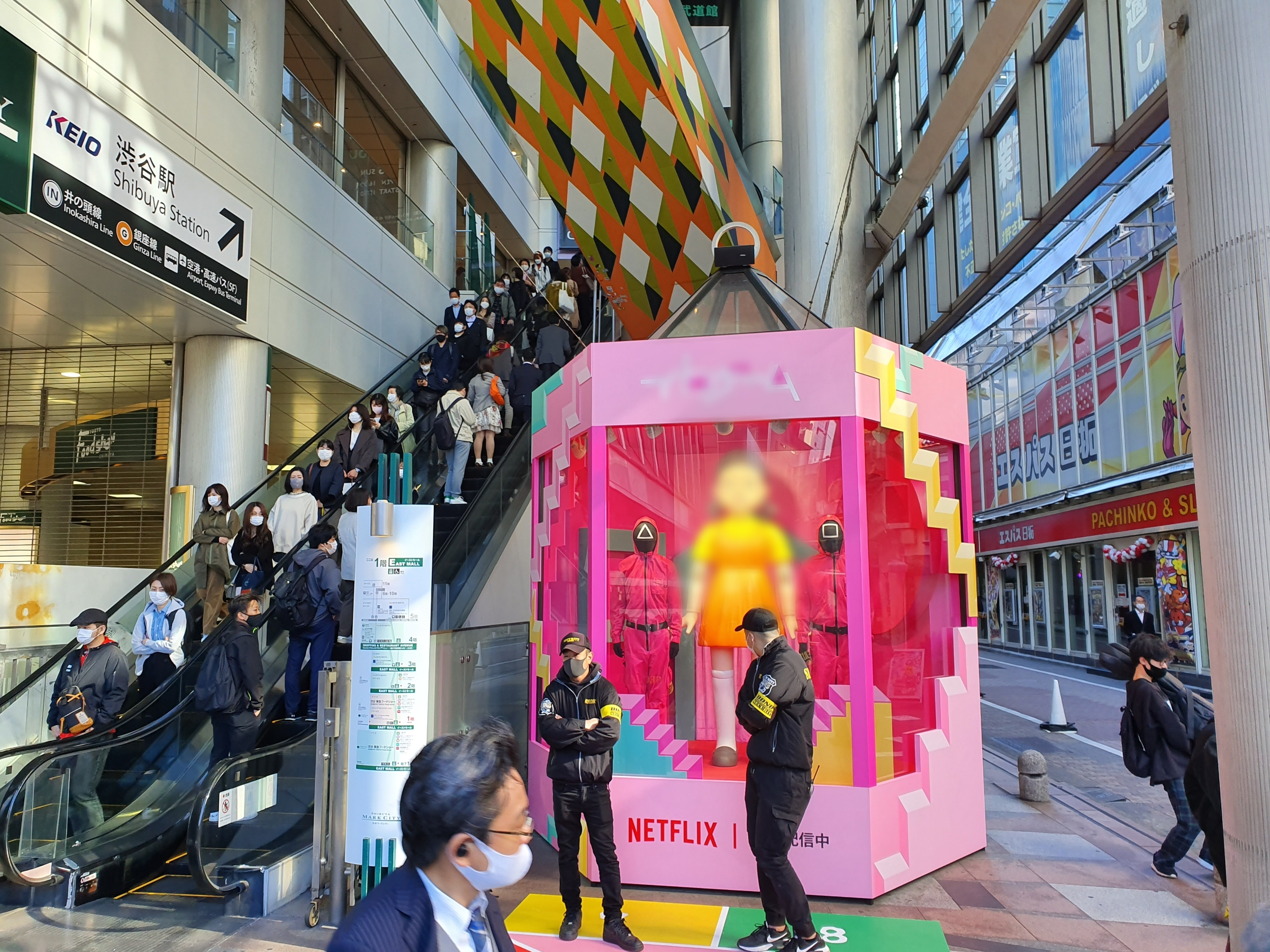
Un evento promocional de El juego del calamar en Shibuya, Tokio

En Filipinas, una réplica de la muñeca utilizada en el episodio uno de la temporada se exhibió en la Avenida Ortigas en Ciudad Quezón en septiembre de 2021.
Un muñeco de El juego del calamar fue instalado en el Parque Olímpico de Seúl el 25 de octubre de 2021. Una réplica del set de El juego del calamar se exhibió en la estación de Itaewon en Seúl desde el 5 de septiembre de 2021. Sin embargo, la exposición se cerró prematuramente debido a preocupaciones por el COVID-19.
Una tienda pop-up de El juego del calamar abrió sus puertas en París el 2 y 3 de octubre de 2021, y una persona podría ganar una suscripción gratuita a Netflix por un mes si logra obtener la forma correcta del dalgona en un minuto y 30 segundos.
En los Países Bajos, Netflix organizó su propio Juego del Calamar, en el que la gente podía jugar al juego «Luz roja, luz verde» tanto en Maastricht como en Róterdam. Se exhibió una réplica de la muñeca y el personal se vistió como guardias. Los ganadores recibieron recuerdos de El Juego del Calamar. El evento atrajo a cientos de personas. Se han producido eventos similares con réplicas de la muñeca en todo el mundo, incluido Sydney y el Reino Unido.
En octubre de 2021, el diario The Hollywood Reporter entrevistó al ejecutivo de Netflix Asia, Kim Minyoung, quien dijo que la compañía estaba estudiando una posible adaptación de la temporada a un videojuego.
Netflix ha obtenido la licencia de El juego del calamar para su comercialización. En enero de 2022 se lanzó una figura de vinilo de Young-hee. Funko lanzó un conjunto de figuras Funko Pop! con la temática de El juego del calamar en mayo de 2022.

## Premios y nominaciones
| Año  | Premio                                     | Categoría                                                                    | Nominado | Resultado | Ref.            |
| ---- | ------------------------------------------ | ---------------------------------------------------------------------------- | --- | --------- | --------------- |
| 2021 | 31.er Annual Gotham Independent Film Award | Breakthrough Series – Long Format                                            | Squid Game | Ganadora  |                 |
| 2021 | 79.º Premios Globo de Oro                  | Mejor serie de televisión – Drama                                            | Squid Game | Nominada  | [ 138 ] [ 139 ] |
| 2021 | 79.º Premios Globo de Oro                  | Mejor actor en serie de televisión – Drama                                   | Lee Jung-jae | Nominado  | [ 138 ] [ 139 ] |
| 2021 | 79.º Premios Globo de Oro                  | Mejor actor de reparto – Televisión                                          | O Yeong-su | Ganador   | [ 138 ] [ 139 ] |
| 2021 | 47.º People's Choice Awards                | The Bingeworthy Show of 2021                                                 | Squid Game | Ganadora  | [ 140 ]         |
| 2022 | 58.º Baeksang Arts Awards                  | Gran Premio – Televisión                                                     | Squid Game | Ganadora  | [ 141 ] [ 142 ] |
| 2022 | 58.º Baeksang Arts Awards                  | Mejor serie                                                                  | Squid Game | Nominada  | [ 141 ] [ 142 ] |
| 2022 | 58.º Baeksang Arts Awards                  | Mejor director                                                               | Hwang Dong-hyuk | Ganador   | [ 141 ] [ 142 ] |
| 2022 | 58.º Baeksang Arts Awards                  | Mejor actor                                                                  | Lee Jung-jae | Nominada  | [ 141 ] [ 142 ] |
| 2022 | 58.º Baeksang Arts Awards                  | Mejor actor de reparto                                                       | Heo Sung-tae | Nominada  | [ 141 ] [ 142 ] |
| 2022 | 58.º Baeksang Arts Awards                  | Mejor actriz de reparto                                                      | Kim Joo-ryoung | Nominada  | [ 141 ] [ 142 ] |
| 2022 | 58.º Baeksang Arts Awards                  | Mejor actriz revelación                                                      | Jung Ho-yeon | Nominada  | [ 141 ] [ 142 ] |
| 2022 | 58.º Baeksang Arts Awards                  | Mejor guion                                                                  | Hwang Dong-hyuk | Nominada  | [ 141 ] [ 142 ] |
| 2022 | 58.º Baeksang Arts Awards                  | Premio técnico (dirección artística)                                         | Chae Kyung-sun | Nominada  | [ 141 ] [ 142 ] |
| 2022 | 58.º Baeksang Arts Awards                  | Premio técnico (música)                                                      | Jung Jae-il | Ganador   | [ 141 ] [ 142 ] |
| 2022 | 28.º Screen Actors Guild Awards            | Mejor actor                                                                  | Lee Jung-jae | Ganador   |                 |
| 2022 | 28.º Screen Actors Guild Awards            | Mejor actriz                                                                 | Hoyeon Jung | Ganadora  |                 |
| 2022 | 28.º Screen Actors Guild Awards            | Mejor actuación de conjunto de especialistas en una serie de comedia o drama | Squid Game | Ganadora  |                 |
| 2022 | 28.º Screen Actors Guild Awards            | Mejor actuación de conjunto en una serie dramática                           | Heo Sung-tae, Jun Young-soo, Jung Ho-Yeon, Kim Joo-ryoung, Lee Byung-hun, Lee Jung-jae, O Yeong-su, Park Hae-soo, Anupam Tripathi y Wi Ha-joon | Nominados |                 |
| 2022 | 79.º Golden Globe Awards                   | Mejor serie dramática de televisión                                          | Squid Game | Nominada  |                 |
| 2022 | 79.º Golden Globe Awards                   | Mejor actor                                                                  | Lee Jung-jae | Nominado  |                 |
| 2022 | 79.º Golden Globe Awards                   | Mejor actor de reparto                                                       | O Yeong-su | Ganador   | [ 143 ]         |
| 2022 | 74.º Premios Emmy                          | Mejor actor protagonista - serie dramática                                   | Lee Jung-jae | Ganador   | [ 144 ] [ 145 ] |
| 2022 | 74.º Premios Emmy                          | Mejor director - serie dramática                                             | Hwang Dong-hyuk | Ganador   | [ 144 ] [ 145 ] |

## Recepción

### Primera temporada
La primera temporada recibió elogios de la crítica. En el sitio web del agregador de reseñas Rotten Tomatoes, la temporada tiene un índice de aprobación del 95% basado en 76 reseñas, con una calificación promedio de 8.1/10. El consenso de los críticos del sitio web dice: «La brutalidad implacable de El juego del calamar no es para los débiles de corazón, pero el agudo comentario social y un núcleo sorprendentemente tierno mantendrán a los espectadores pegados a la pantalla, incluso si es mientras miran la película con los dedos entre las manos». En Metacritic, la temporada tiene una puntuación media ponderada de 69 sobre 100 basada en 13 críticos, lo que indica «críticas generalmente favorables».
Joel Keller de Decider opinó que el concepto de la primera temporada era creativo. Al escribir sobre la narrativa, la describió como «una narrativa concisa y una historia que tiene el potencial de ser tensa y emocionante». Keller concluyó: «VEA LA SERIE. El juego del calamar toma una idea nueva y la convierte en un drama emocionante; esperamos que continúe generando la tensión que vimos en los últimos 20 minutos a lo largo de la temporada». Pierce Conran del South China Morning Post calificó la temporada con 4,5 de 5 estrellas y escribió: «En general, sigue siendo un éxito tremendamente entretenido de Netflix Corea, que probablemente será acogido en todo el mundo como lo fueron sus predecesores». Hidzir Junaini de NME calificó la temporada con 4 de 5 estrellas y opinó: «Dejando de lado la inteligencia temática, El juego del calamar también es un programa que te pone los pelos de punta, gracias a su elemento de competencia visceral». John Doyle, de The Globe and Mail, describió la temporada como «una historia cruda, oscura y ambiciosa, a veces conmovedora y a veces aterradora», y agregó: «Su poder está en su comprensión de que el dinero es supervivencia. Esta no es una fantasía distópica como Los juegos del hambre. Esta es la vida actual en toda su compleja atrocidad».
Karl Quinn de The Age describió la temporada como «enormemente derivada», pero escribió: «Hay dos tensiones que elevan a El juego del calamar. Una está dentro de la narrativa, donde la primacía del individuo está en combate directo con la noción de comunidad, y donde la ilusión de "elección" justifica todo tipo de explotación». S. Poorvaja de The Hindu escribió que «los nueve episodios logran dejar a sus espectadores horrorizados, pero inmersos en la temporada, gracias a la escritura aguda y las actuaciones convincentes de su reparto». Abha Shah, del Evening Standard, escribió que la temporada estaba «muy bien escrita, cada episodio tenía el ritmo suficiente para que fuera verdaderamente digno de ver en maratón», y elogió sus temas como «universalmente atractivos». Hugo Rifkind de The Times describió partes de la temporada como «glacialmente lentas», pero afirmó que era «definitivamente interesante», y escribió: «Detrás de todo, hay una sensación de horror casi lovecraftiana, que tiene que ver con vidas normales que son imposibles de vivir, y poderes enormes e incognoscibles en el fondo que sonreirán mientras mueres». Daniel D'Addario de Variety escribió: «Al igual que Joker, hay una insistencia de tener ambas cosas a la vez en que una cultura que podría crear violencia es inherentemente enferma y trastornada, mientras representa una versión tremendamente exagerada de un trastorno enfermizo de una manera diseñada para ser máximamente tensa y divertida».
Debido a la popularidad de El juego del calamar, el periódico nacional de Singapur The Straits Times nombró al director de la temporada, Hwang, como «El asiático del año de The Straits Times» en diciembre de 2021.

### Audiencia
La primera temporada se convirtió en el primer drama coreano en encabezar la lista de los diez programas de televisión más vistos de Netflix a nivel mundial. Alcanzó el número uno en 94 países, incluidos Estados Unidos y el Reino Unido. Netflix estimó que El juego del calamar había atraído a más de 111 millones de hogares miembros en todo el mundo después de 17 días de disponibilidad. y más de 142 millones de hogares miembros después de 28 días, superando los 82 millones que había recibido Bridgerton en sus primeros 28 días en diciembre de 2020, y convirtiéndose en la serie más vista del servicio en su lanzamiento. Después de que Netflix renovó sus métricas publicadas de audiencia en noviembre de 2021 en función del total de horas vistas de la temporada, El juego del calamar siguió siendo el programa más visto en el servicio, con más de 1.650 millones de horas en sus primeros 28 días en comparación con los 625 millones de horas de Bridgerton. Aunque Netflix no está disponible en China continental, versiones pirateadas de El juego del calamar han circulado ampliamente en Internet en China, convirtiendo la temporada en un tema popular en los sitios de redes sociales chinos. En julio de 2022, El juego del calamar seguía siendo el programa más visto en Netflix en función de los primeros 28 días de visualización, por delante de Stranger Things 4.
Fuera de las regiones asiáticas, la popularidad de la temporada se debió principalmente al boca a boca y al fenómeno viral en las redes sociales. Vulture también afirmó que la amplia localización de la temporada, con subtítulos en 37 idiomas y versiones dobladas en 34 idiomas, ayudó a captar una audiencia internacional. Hwang creía que la popularidad de la temporada se debía a «la ironía de que adultos desesperados arriesgaran sus vidas para ganar un juego de niños», así como a la familiaridad y simplicidad de los juegos que permitieron que la temporada se centrara en la caracterización. La diversidad de los personajes que interpretan El juego del calamar, provenientes de distintos ámbitos de la vida de clase baja y media, también ayuda a atraer al público, ya que muchos podrían encontrar simpatía en uno o más de los personajes.
El juego del calamar no había entrado en los ratings de Nielsen para medios de streaming en su primera semana de disponibilidad, pero durante la semana del 20 al 26 de septiembre de 2021, fue el programa más visto en los servicios de streaming en los Estados Unidos, con más de 1.900 millones de minutos vistos. Siguió siendo el programa más visto en streaming desde el 27 de septiembre hasta el 3 de octubre de 2021, alcanzando más de 3.26 mil millones de minutos vistos en los EE. UU. Estas calificaciones lo convirtieron en el programa de streaming más visto hasta la fecha en 2021 y el sexto programa de este tipo en alcanzar más de 3 mil millones de minutos vistos en una sola semana desde la introducción de las calificaciones de streaming de Nielsen. Este es el único récord logrado en una sola temporada sin confinamientos por COVID-19. El Juego del Calamar siguió siendo el programa más visto según Nielsen durante las semanas del 4 y el 11 de octubre de 2021, pero fue superado por You la semana siguiente. Durante cuatro semanas consecutivas, El juego del calamar se mantuvo como la serie más vista en el servicio de seguimiento de televisión TV Time, donde también se convirtió en la serie coreana más seguida hasta la fecha. En YouTube, el contenido relacionado con El juego del calamar generó 17 mil millones de visualizaciones en ocho semanas, la cifra más alta para un programa de televisión, superando la audiencia generada por el contenido relacionado con Game of Thrones en diez años. Nielsen informó que El Juego del Calamar fue la segunda serie original más vista en los Estados Unidos en servicios de streaming durante todo 2021, detrás de Lucifer.
Según Bloomberg News, en octubre de 2021, Netflix estimó que El juego del calamar había generado casi US$900 millones en valor según datos ampliados de espectadores; Su producción costó US$21,4 millones. Debido al sorprendente éxito de El juego del calamar para Netflix, los operadores de otros servicios de streaming con contenido original, como Disney+, Paramount+ y Apple TV+, han comenzado a buscar seguir el modelo de Netflix de descubrir contenido regional más allá de Hollywood y encontrar obras igualmente exitosas para sus plataformas, y un ejecutivo llama a esto un área de «potencial ilimitado». Además de traer nuevas ideas y desviarse de los temas comunes de las producciones típicas de Hollywood, estas producciones extranjeras suelen ser menos costosas de realizar, con exenciones fiscales o incentivos del país anfitrión para el rodaje y la producción. Varios productores de series de televisión no estadounidenses, que en el pasado tuvieron poca suerte al presentar sus programas a servicios de streaming con sede en Estados Unidos, tenían la esperanza de que estos servicios ahora considerarían seriamente sus trabajos como resultado del éxito de El juego del calamar.

### Reconocimientos
La victoria de O Yeong-su en el Globo de Oro lo convirtió en el primer actor nacido en Corea en ganar el premio. Las cuatro nominaciones a los premios SAG de la temporada también hicieron historia al convertirse en la primera serie de habla no inglesa y la primera serie coreana en ser nominada a Mejor interpretación de un elenco en una serie dramática. Individualmente, Lee Jung-jae se convirtió en el primer actor masculino de Asia y Corea en recibir una nominación individual a los premios SAG y HoYeon Jung se convirtió en la segunda actriz de ascendencia asiática y coreana en hacer lo mismo. Con ambos intérpretes ganadores, The season hizo historia al convertirse en la primera serie de televisión en un idioma distinto del inglés en ganar en los premios SAG. The season también recibió 14 nominaciones a los premios Primetime Emmy, incluida la de Mejor drama, lo que la convirtió en el primer programa en un idioma distinto del inglés en ser nominado en esta categoría.

### Respuesta pública e impacto

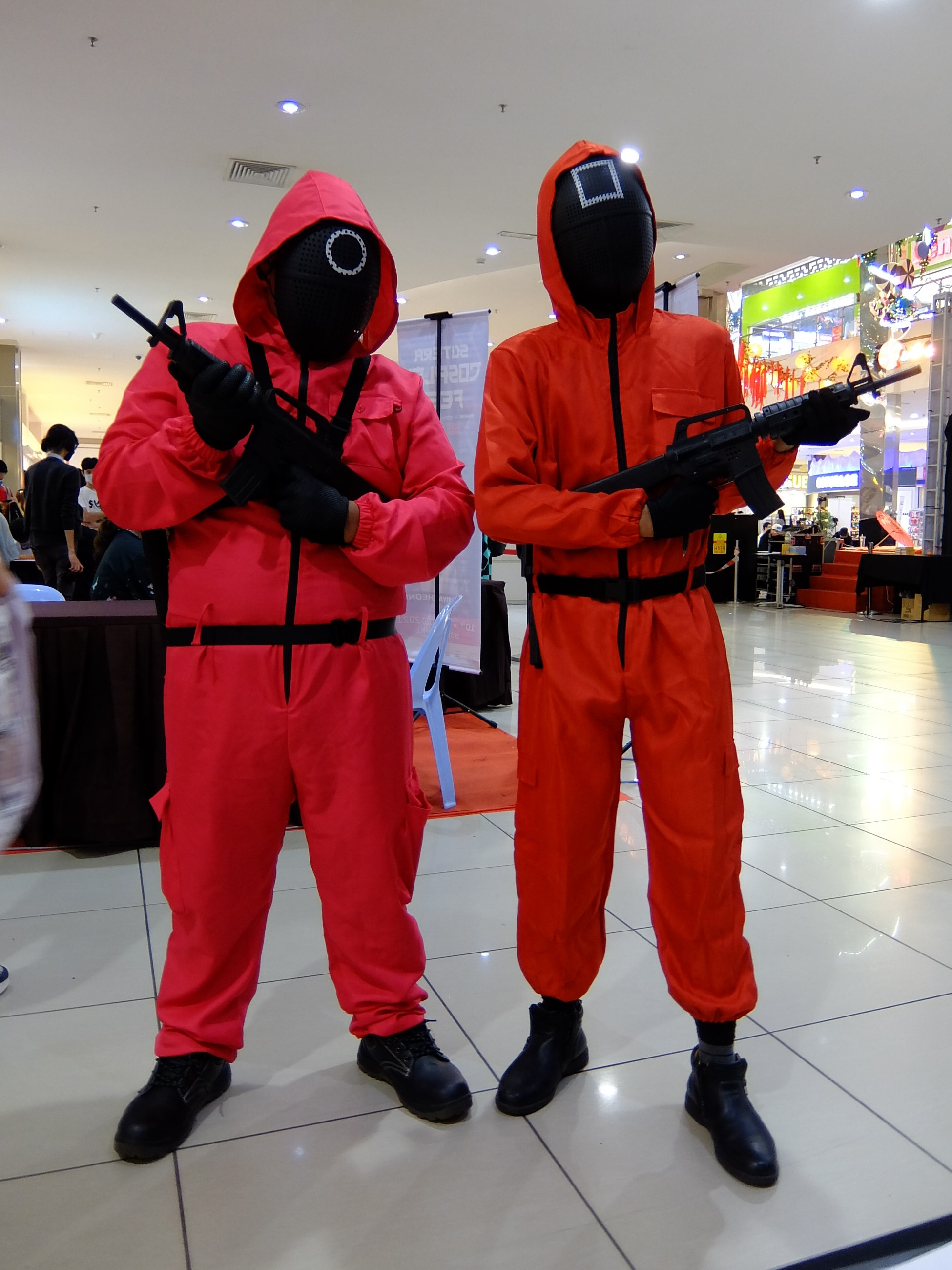
Personas haciendo cosplay de guardias de la serie

El juego del calamar se considera uno de los últimos ejemplos de la ola coreana, la creciente tendencia de los medios populares de Corea del Sur a ganar atención internacional desde principios de la década de 2010, similar a los actos populares de pop coreano como BTS y los dramas coreanos y películas como Parásitos. Tales obras habían atraído más atención debido a que los servicios de transmisión como Netflix y YouTube hicieron que el contenido surcoreano, tradicionalmente controlado por las emisoras nacionales del país, estuviera disponible en todo el mundo. Además, según Choe Sang-Hun de The New York Times, los creadores surcoreanos tienen una forma de tomar ideas de obras extranjeras y aplicarles su propio giro cultural que atrae a más audiencias.
Si bien todos los actores vieron aumentos en seguidores en sus cuentas de redes sociales en las semanas posteriores al estreno de El juego del calamar, HoYeon Jung vio uno de los aumentos más grandes, pasando de aproximadamente 400.000 a más de 13 millones de seguidores en tres semanas después del estreno de El juego del calamar, y alcanzar más de 23,5 millones en noviembre de 2021. En octubre de 2021, la marca de moda Louis Vuitton anunció a Jung como su nueva embajadora global de moda, relojes y joyas; el director creativo Nicolas Ghesquière dijo que «se enamoró inmediatamente del gran talento y la fantástica personalidad de Jung» por su actuación en El juego del calamar. O Yeong-su, que tuvo una carrera modesta en el teatro y el cine coreanos antes de El juego del calamar, se sorprendió por su nueva fama después de la temporada, lo que le hizo sentir como si estuviera «flotando en el aire». Al carecer de un agente de casting, tuvo que recurrir a la ayuda de su hija para manejar el volumen de llamadas que le pedían que apareciera en varios papeles. Varias agencias de talentos importantes buscaron contratar a Hwang y a los actores principales de El juego del calamar en los meses posteriores a su debut, y Jung fue el primero en firmar con Creative Artists Agency a mediados de noviembre de 2021.

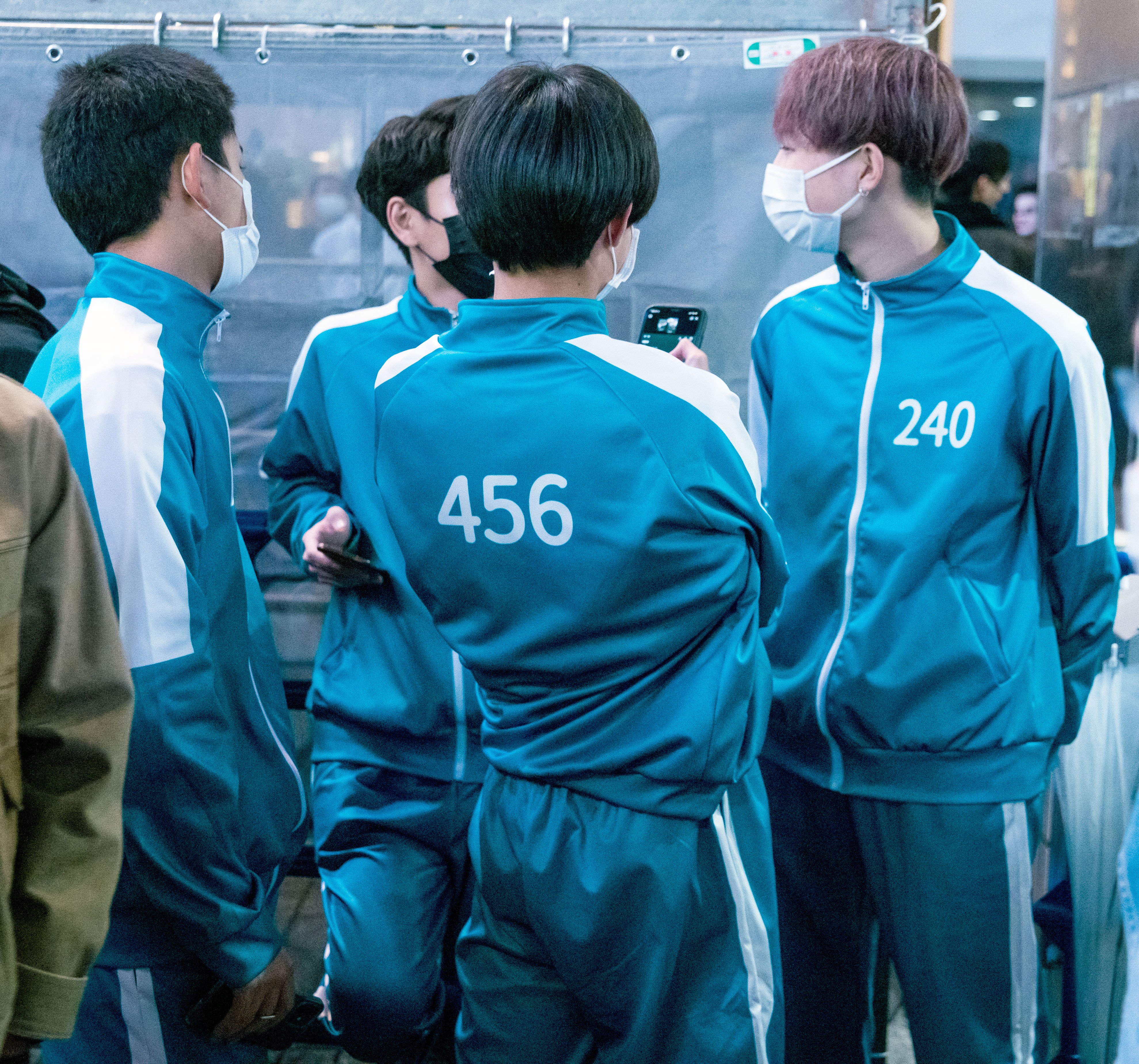
Cosplay de los jugadores de El juego del calamar para Halloween en Tokio, 2021

En Corea del Sur, la popularidad de El juego del calamar provocó un aumento del tráfico de la red que provocó que SK Broadband presentara una demanda contra Netflix solicitando daños monetarios para pagar el aumento del uso de banda ancha y los costos de mantenimiento asociados con el programa. En septiembre de 2023, tanto SK Broadband como Netflix acordaron retirar la demanda y, en su lugar, optaron por convertirse en socios, y SK Broadband incluyó a Netflix como parte de sus servicios. Uno de los números de teléfono utilizados en la temporada pertenecía a un residente particular que informó recibir hasta 4.000 llamadas cada día de personas, varias de las cuales deseaban jugar una versión real del juego; Netflix declaró que editarían la temporada para eliminar el número.
Los vendedores de dalgona, los dulces en forma de panal que aparecen en el segundo juego, tanto en Corea como a nivel internacional, experimentaron un aumento significativo en las ventas después del lanzamiento de la temporada. Las prendas de vestir de uso diario que combinan con las que se usan en la temporada experimentaron un gran crecimiento en ventas en las semanas posteriores a la transmisión inicial de la temporada, como los zapatos sin cordones Vans, que aumentaron un 7800%. Variety atribuyó este aumento de ventas en parte a la preparación de los disfraces de Halloween inspirados en la temporada. Los vendedores de otros accesorios de disfraces que reflejaban los de la temporada, como las máscaras de los guardias, también vieron picos de ventas antes de Halloween después del estreno de la temporada. La industria textil en Corea del Sur experimentó un breve resurgimiento a medida que crecía la demanda de chándales verdes según la temporada.
Netflix afirmó que El juego del calamar había «perforado el espíritu cultural» y se convirtió en un meme de Internet popular, con más de 42 mil millones de visitas de vídeos relacionados con El juego del calamar en el primer mes después de su emisión. La empresa de análisis Vobile afirmó que en noviembre de 2021, los vídeos relacionados con El juego del calamar en YouTube totalizaron más de 17 mil millones de visitas, superando a Game of Thrones en la misma métrica. El 16 de octubre de 2021, un episodio del programa de comedia y variedad estadounidense Saturday Night Live, en vivo y nocturno, con el presentador invitado Rami Malek y el miembro del reparto Pete Davidson, parodió El juego del calamar cantando una canción country sobre la temporada. Al 5 de noviembre de 2021, la canción tiene más de 9,6 millones de visitas en el canal de YouTube de Saturday Night Live. En noviembre de 2021, el YouTuber estadounidense Jimmy Donaldson, también conocido como MrBeast, recreó El juego del calamar en la vida real con 456 personas compitiendo en juegos similares pero no letales como en la temporada por un premio en efectivo de $456,000. El video atrajo más de 303,5 millones de visitas hasta el 15 de noviembre de 2022, lo que lo convierte en uno de los videos de YouTube más vistos de 2021. El creador de la serie, Hwang, ha reaccionado positivamente a las recreaciones y parodias. Google informó que El juego del calamar fue el programa de televisión más buscado en el motor de búsqueda en 2021, mientras que Twitter dijo que El juego del calamar fue el programa de televisión más tuiteado de 2021.
Poco después del lanzamiento de la temporada, los usuarios de las redes sociales adaptaron algunos de los juegos presentados en El juego del calamar como desafíos de Internet, incluido el primer juego «Luz roja, luz verde» y el segundo juego de galletas de panal. Los usuarios de videojuegos que admiten contenido creado por el usuario, como Roblox, Fortnite Creative y Grand Theft Auto Online, crearon numerosos juegos dentro de estos sistemas que se basaron en uno o más de los desafíos de El juego del calamar. También se creó un videojuego llamado Crab Game en respuesta a la popularidad de El juego del calamar. Algunos grupos también trabajaron para organizar eventos seguros y simulados de El juego del calamar para los fanáticos de la temporada. Se han expresado preocupaciones sobre la exposición de los niños a El juego del calamar, ya sea por verlo o por su popularidad viral, ya que se considera que tiene un alto nivel de violencia para ese grupo de edad. Varias escuelas de todo el Reino Unido observaron que, a pesar de que la temporada estaba dirigida a un público adulto, los niños pequeños estaban emulando algunos de los juegos de El juego del calamar durante el recreo escolar, y advirtieron a los padres sobre estas actividades. Los padres y las juntas escolares de Quebec, Canadá y del Distrito Escolar Central de Fayetteville-Manlius de Nueva York también han observado a niños pequeños emulando juegos de El juego del calamar y han tomado medidas como advertir a los padres y prohibir tales actividades en los terrenos escolares.
La plataforma china de videos en línea Youku anunció en octubre de 2021 sus planes de lanzar la temporada Squid Victory (鱿鱼的胜利, «Yóuyú de Shènglì») en 2022. El próximo programa, inicialmente llamado Victory of Squid, fue muy criticado por los internautas chinos después de que se descubrió que había plagiado la trama y los temas de El juego del calamar. Después de enfrentar las críticas, la compañía se disculpó y declaró que el póster y el título de la temporada fueron abandonados. Youku luego compartió un nuevo póster y anunció que el nombre de la temporada se había cambiado a Game's Victory.
El juego del calamar ha sido acusado de plagiar la película japonesa de 2014 As the Gods Will, ya que ambas tratan sobre juegos infantiles en los que la pena por perder es la muerte. Sin embargo, el guionista y director Hwang Dong-hyuk afirmó que escribió el guion de El juego del calamar en 2009 (cinco años antes de que se estrenara As the Gods Will), diciendo que «las similitudes que se señalaron son pura coincidencia y no hay copia de ninguna de las partes».
La temporada se utilizó como base para una estafa de criptomonedas de corta duración llamada SQUID, que había comenzado a cotizar a fines de octubre de 2021. La moneda estaba lista para usarse eventualmente para respaldar un sitio de juegos en línea donde los jugadores comprarían tokens para jugar en juegos inspirados en «El juego del calamar», y aquellos que compraran la moneda ayudarían a respaldar la inversión del sitio, y el valor de la moneda aumentaría a medida que más jugadores usaran el sitio. La moneda había atraído suficientes compradores como para aumentar su valor en más del 2300% en un día de negociación, pero organizaciones de noticias como la BBC identificaron que el esquema parece ser una estafa de «tirón de alfombra» debido a varias señales de alerta en la propuesta. El 1 de noviembre de 2021, los partidarios de la moneda se retiraron por completo, haciendo colapsar la moneda y quedándose efectivamente con US$2,1 millones.
A la youtuber y miembro de la red Yogscast Lydia Ellery, que había utilizado los nombres de usuario Squid Game y SquidGaming durante 11 años, se le negó trabajo debido a la asociación percibida de su nombre de usuario con el programa. También ha sido objeto de acoso por parte de los fanáticos de El juego del calamar que «pensaron que [ella] tomó la cuenta del programa», y algunos fanáticos intentaron hackear sus cuentas.

## Productos relacionados
Hwang Dong-hyuk, posteriormente, trabajó con Netflix para crear un falso documental inspirado en el éxito de El juego del calamar, titulado The Best Show on the Planet. Hwang dijo que la comedia se basaba en su propia experiencia personal de ser puesto en el centro de atención debido al éxito rápido y continuo de El juego del calamar. Netflix anunció un reality show de concursos titulado El juego del calamar: El desafío, en junio de 2022, junto con una convocatoria abierta. El programa de diez episodios vio a 456 jugadores compitiendo por un premio en efectivo de $4.56 millones de dólares estadounidenses, con desafíos basados en los de la serie original.  La producción fue un trabajo conjunto de Studio Lambert y The Garden. La filmación comenzó a principios de 2023 en Cardington Studios en Bedfordshire. Los primeros cinco episodios del programa se publicaron internacionalmente el 22 de noviembre de 2023, mientras que el 29 de noviembre se estrenaron cuatro episodios más, con su final siendo lanzado el 6 de diciembre; posteriormente, se anunció una segunda temporada. 
Netflix lanzó Squid Game: Unleashed en diciembre de 2024, un videojuego que permite a los jugadores competir como personajes que disputan los juegos infantiles que aparecen en la serie. El juego dio a los jugadores recompensas por ver cada episodio. 
Deadline Hollywood informó en octubre de 2024 que una adaptación en inglés de El juego del calamar para Netflix, producida por David Fincher, estaba en desarrollo. 